# Szentjózsef

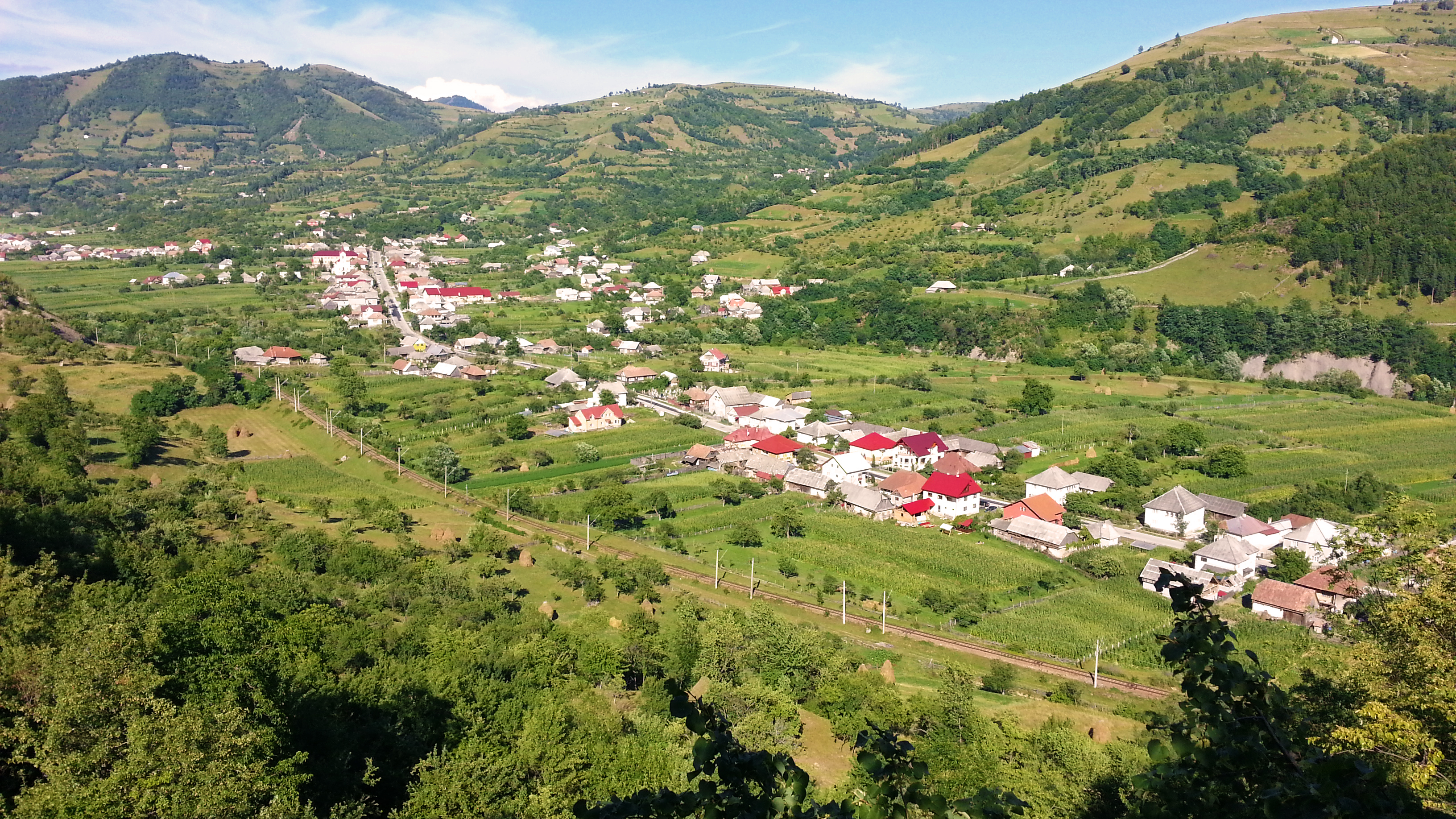

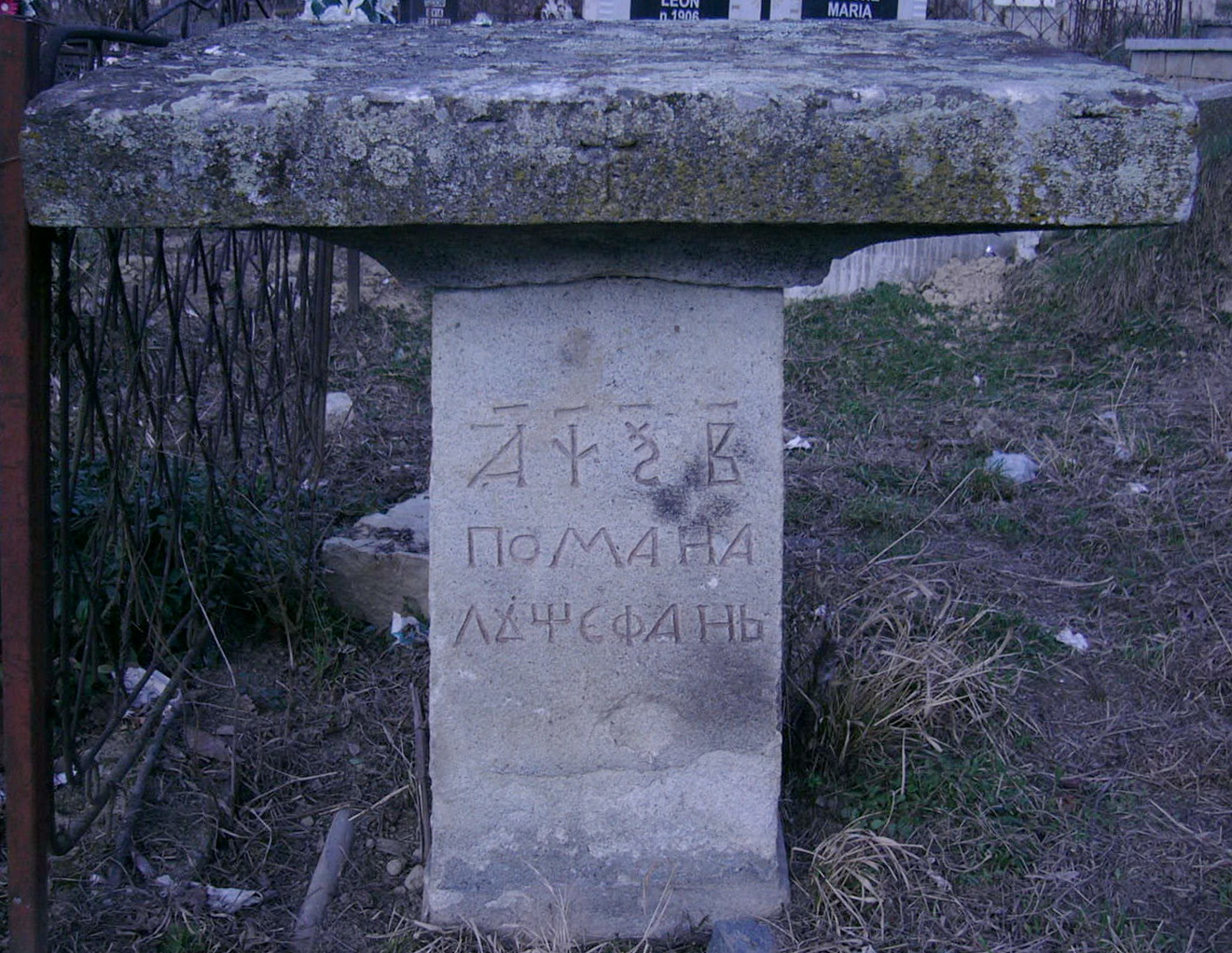
A falu 1904-ben lerombolt fatemplomának 1762-ben készült oltárasztala

Szentjózsef (Pojána, románul: Poiana Ilvei, 1918 előtt Sâniosif) falu Romániában, Erdélyben, Beszterce-Naszód megyében.

## Nevének eredete
Neve a 'tisztás' jelentésű román poiană szóból származik, amelyet a hivatalos használatban az Ilva folyóra utaló névelemmel egészítettek ki. Először 1758-ban, Pojana alakban említették. A határőrség felállítása után, talán II. Józsefhez kötődően, Sâniosif névre keresztelték át. 1918 utánig hivatalosan ezt a nevet viselte, mialatt a mindennapi használatban a Poiana név is továbbélt.

## Fekvése
Naszódtól 35 kilométerre északkeletre, Ilva folyó mentén fekszik.

## Népesség

### A népességszám változása
Népessége 1850 és 2002 között háromszorosára nőtt, azóta csökkent.

### Etnikai és vallási megoszlás
- 1850-ben 520 lakosából 504 volt román és 13 cigány nemzetiségű; 517 görögkatolikus vallású.
- 2002-ben 1643 lakosából 1642 volt román nemzetiségű; 1559 ortodox, 60 pünkösdi és 14 görögkatolikus vallású.

## Története
Először Beszterce város 1750-es vagyonösszeírásában említenek 31 adófizető családfőt, akik a majori határnak a mai faluhoz tartozó részén éltek. 1762-től 1851-ig a Határőrvidék területéhez tartozott, férfi lakossága katonai szolgálatot teljesített. 1764 és 1766 között vonták össze házait egy központi helyen. Bár az akkori pojánaiak az Ilva jobb partját választották volna faluhelyként, a katonai hatóságok választása végül a bal parti füzesre esett, amelyet irtással, szikkasztással, az Ilva és a Purcăreț patak szabályozásával változtattak belterületté. A falut ezzel egyidejűleg különválasztották Majortól, ahová addig tartozott. 1767-ben, Atanasie Rednic püspök vizitációjakor már önálló település volt Sâniosif néven, 1771-ben pedig saját görögkatolikus parókiát is alkotott. Határát 1796-ban mérték ki, 1807-ben havasi legelőt is kapott. Iskolájára az első adat 1830-ból való. 1851-ben határának 46%-a volt rét, 30%-a erdő és 22%-a szántóföld. 1877-től Beszterce-Naszód vármegyéhez, 1888-tól az óradnai járáshoz tartozott. Házainak az 1870-es évekig nem volt kéményük, 1890-ig valamennyi egyetlen helyiségből állt. Az Ilva völgyében 1840-ben építettek ki utat, lakói korábban a hegytetőkön át közlekedtek. 1907–08-tól keskeny vágányú vasút kötötte össze a külvilággal, amelyet 1938-ban építettek át normál nyomtávúra. 1956-ban Majortól hozzácsatolták Maieru-Poiana házcsoportot (más néven Tunel vagy Peste apă). 1948 és 2003 között Kisilva községhez tartozott, azóta önálló községet alkot.

## Látnivalók
- Falumúzeum (az Ureche molnárcsalád egykori háza).
- 1903-ban épült ortodox templomának ikonosztázát Octavian Smigelschi festette 1904-ben.

## Gazdaság
- Dácit- és andezitbányászat. Az első bányát a vasútépítéshez kapcsolódóan kezdték művelni. Az első világháború alatt olasz és orosz hadifoglyokat dolgoztattak itt. Az egyik olasz hadifogoly, Francesco Cabassi a háború után a faluban maradt, átvette a bánya vezetését és új kőbányákat nyitott a falu határában. 1960–62-ben és 1978-ban modernizálták a fejtést.

## Híres emberek
- Itt született 1901-ben Sever Pop nyelvész.